# Runstensstilar

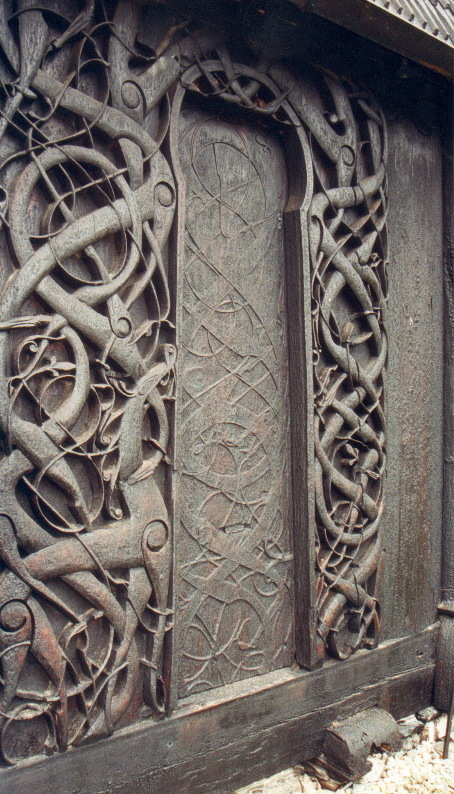
Runstensstilarna ingick i den allmänna konstutvecklingen. Här ser vi delar av dekoren på en portal i Urnes stavkyrka i samma stil som många sena uppländska runstenar.

Runstensstilar byttes flera gånger under stenresandets blomstringsperiod, således från tidig vikingatid till äldre medeltid. Till en början var stenarna enkelt utformade, men blev snart alltmer förfinade och utfördes av kringresande runristare som Öpir och Visäte. Termen "runstensstil" användes ofta som en synonym för Urnesstil, medan den plurala varianten "runstensstilar" i stort sett inkluderar alla de övriga stilbegreppen som förekommer på nordiska, engelska och iriska runstenar, liksom i minnesinskrifter från samma tid i fasta stenblock och berghällar. Några av de vanligaste är Jellingestil, Ringerikestil, Mammenstil, Vendelstil, Gotländsk runstensstil, Fågelperspektiv och Rak stil. Därtill kan ett runstensmotiv vara en blandning av flera stilbegrepp.
Anne-Sofie Gräslund etablerade och daterade en stilistisk typologi för runstenarnas ornamentik under 1990-talet. Hennes system blev ett genombrott och har nu blivit allmänt accepterat. Stilarna har i tur och ordning förkortningar som Rak, Fp, Pr1, Pr2, Pr3, Pr4 och Pr5, och de täcker perioden 980-1130. Under denna tid restes nästan alla existerande runstenar.
Stilarna Pr1 och Pr2 motsvarar Ringerikestilen, medan Pr3, Pr4 och Pr5 är tre faser i Urnesstilens utveckling.
Nedan följer en kortfattad presentation av de olika stilbegreppen med exempel hämtade från databasen Rundata.

## Rak, 980-1015
Rak är den första stilen och täcker åren 980-1015. Rundata räknar dock även in ett mindre antal äldre stenar i gruppen, till exempel Rökstenen från omkring 800, och enstaka eftersläntrare. Definitionen på Rak är att orm- och drakhuvuden saknas och att skriftbandens ändslut är raka. De kan vara avslutade med en rak linje eller vara öppna. Stenar vars skriftband avslutas med små krusiduller, som kan påminna om andra stenars ormstjärtar, men på vilka det saknas inslag som är definitivt zoomorfa, det vill säga reptilhuvuden, förs även de till denna kategori.

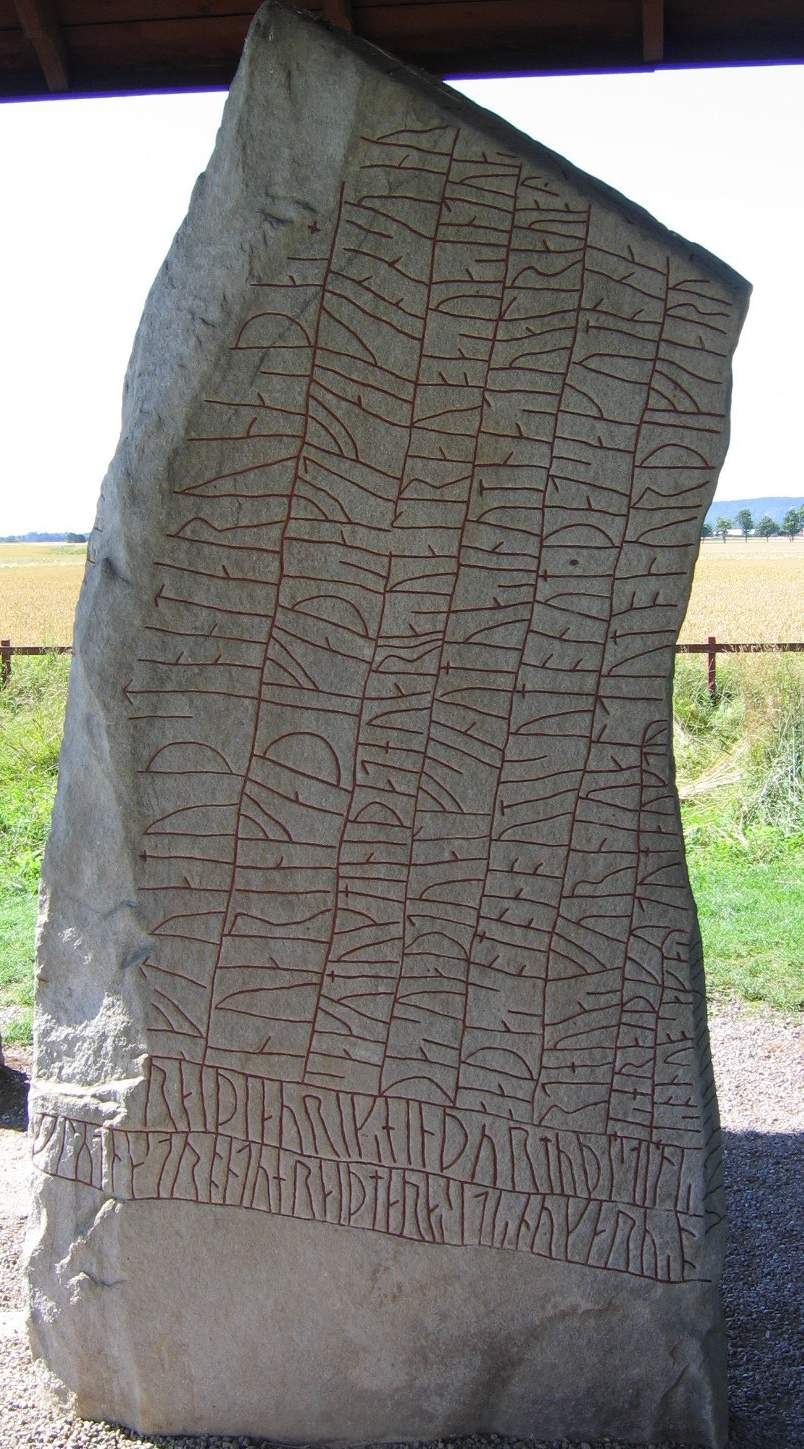
Rökstenen
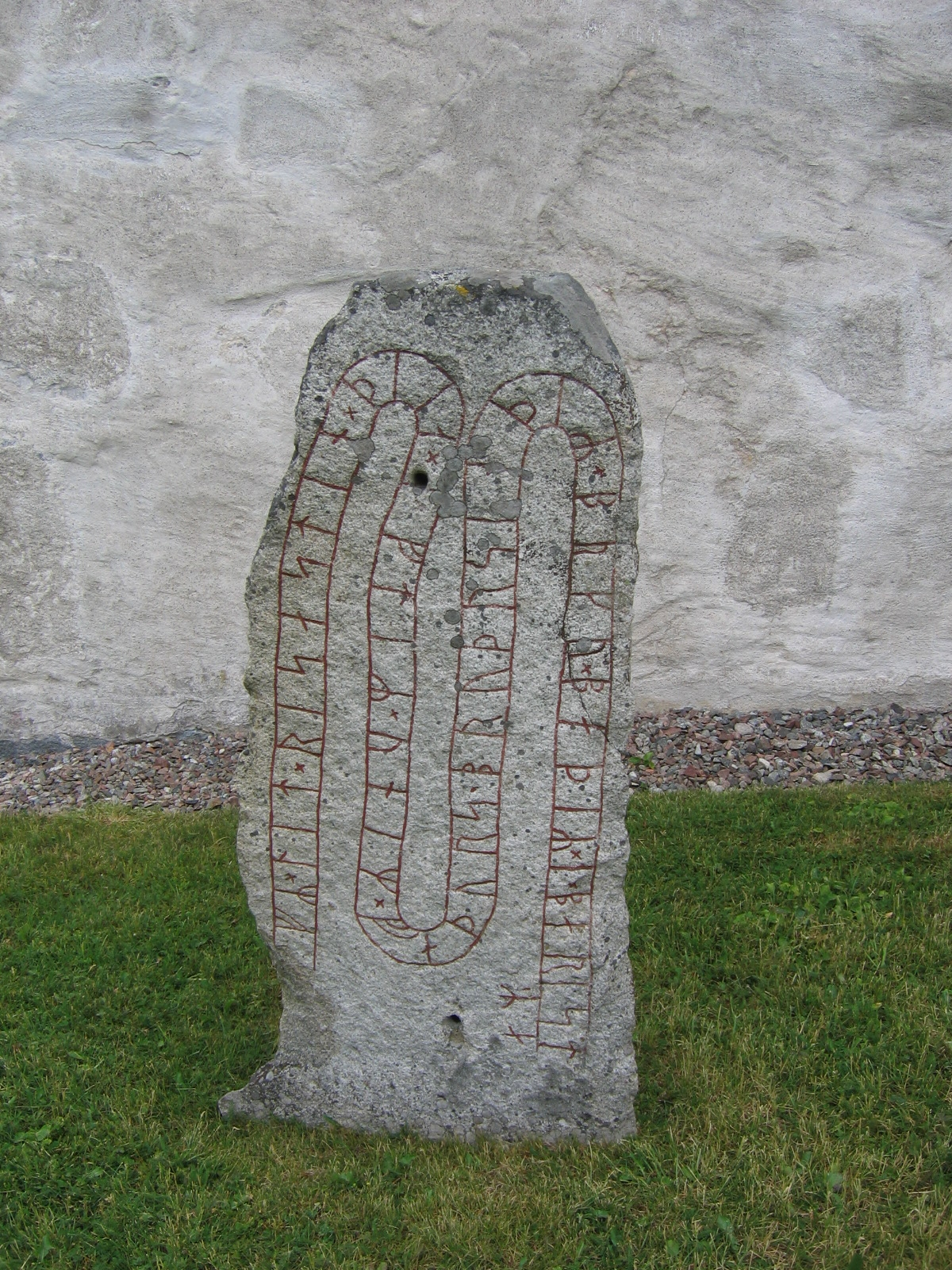
U 336
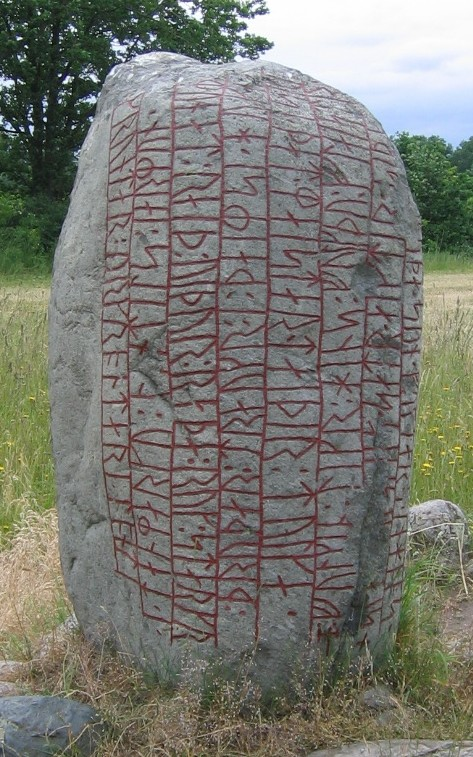
Karlevistenen
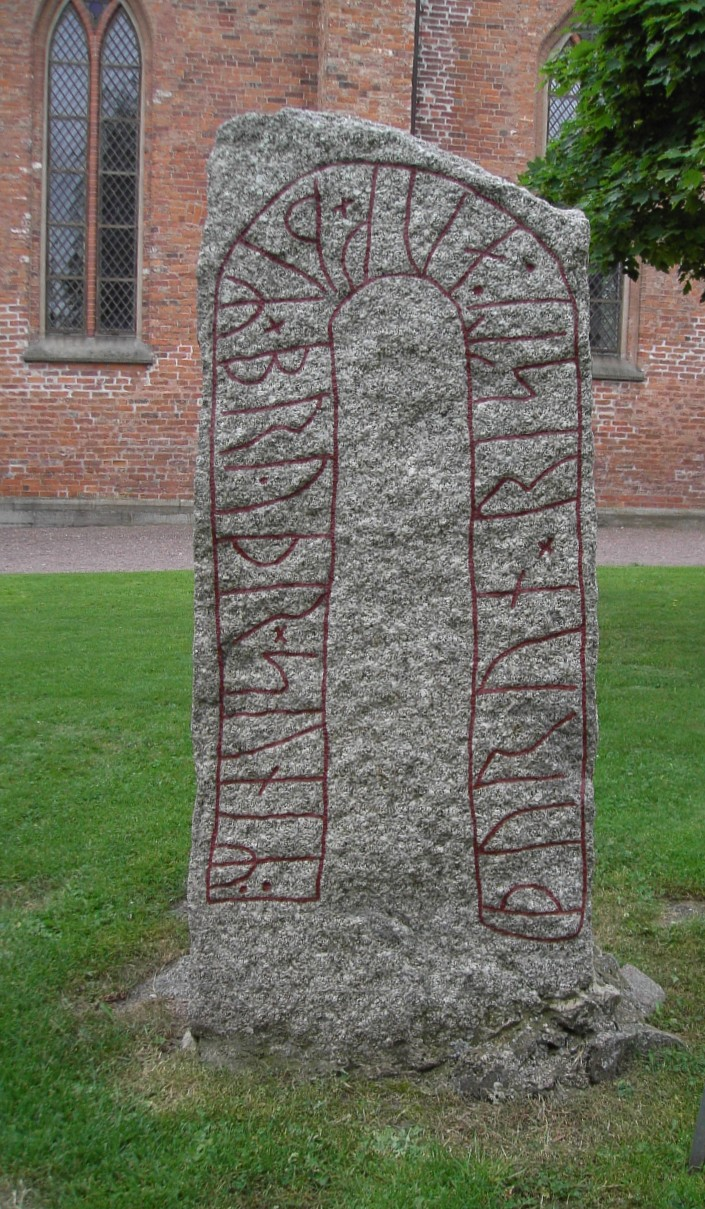
Ög 165

## Fågelperspektiv: Fp, 1010/1015-1040/1050
Fp betyder ”fågelperspektiv”: här har skriftbanden drakhuvuden sedda från ovan med två ögon synliga.

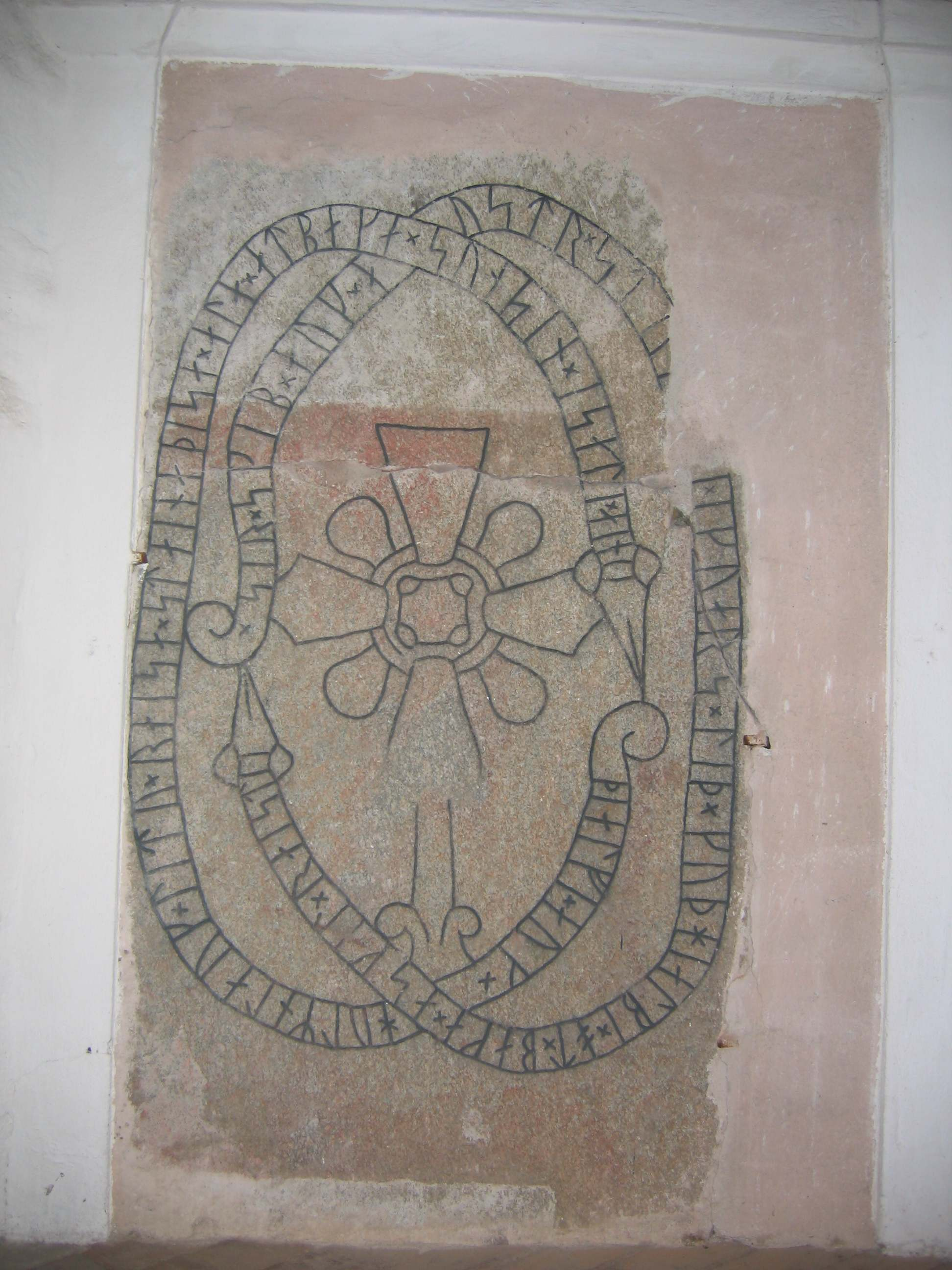
U 778
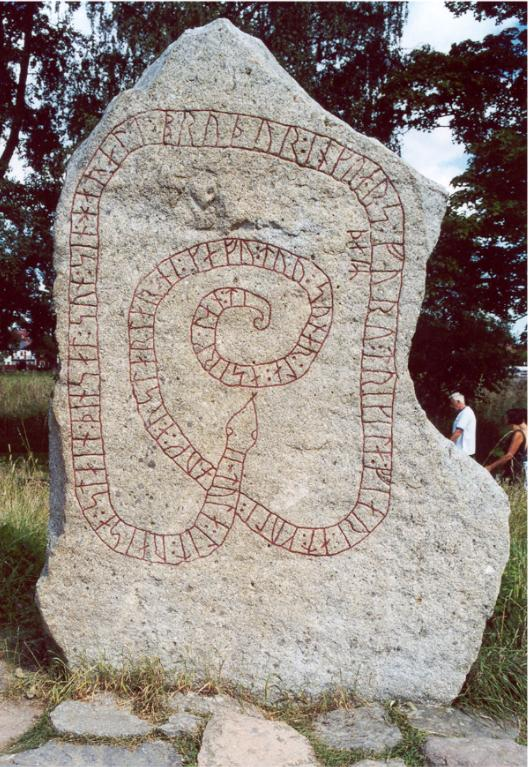
Gripsholmsstenen
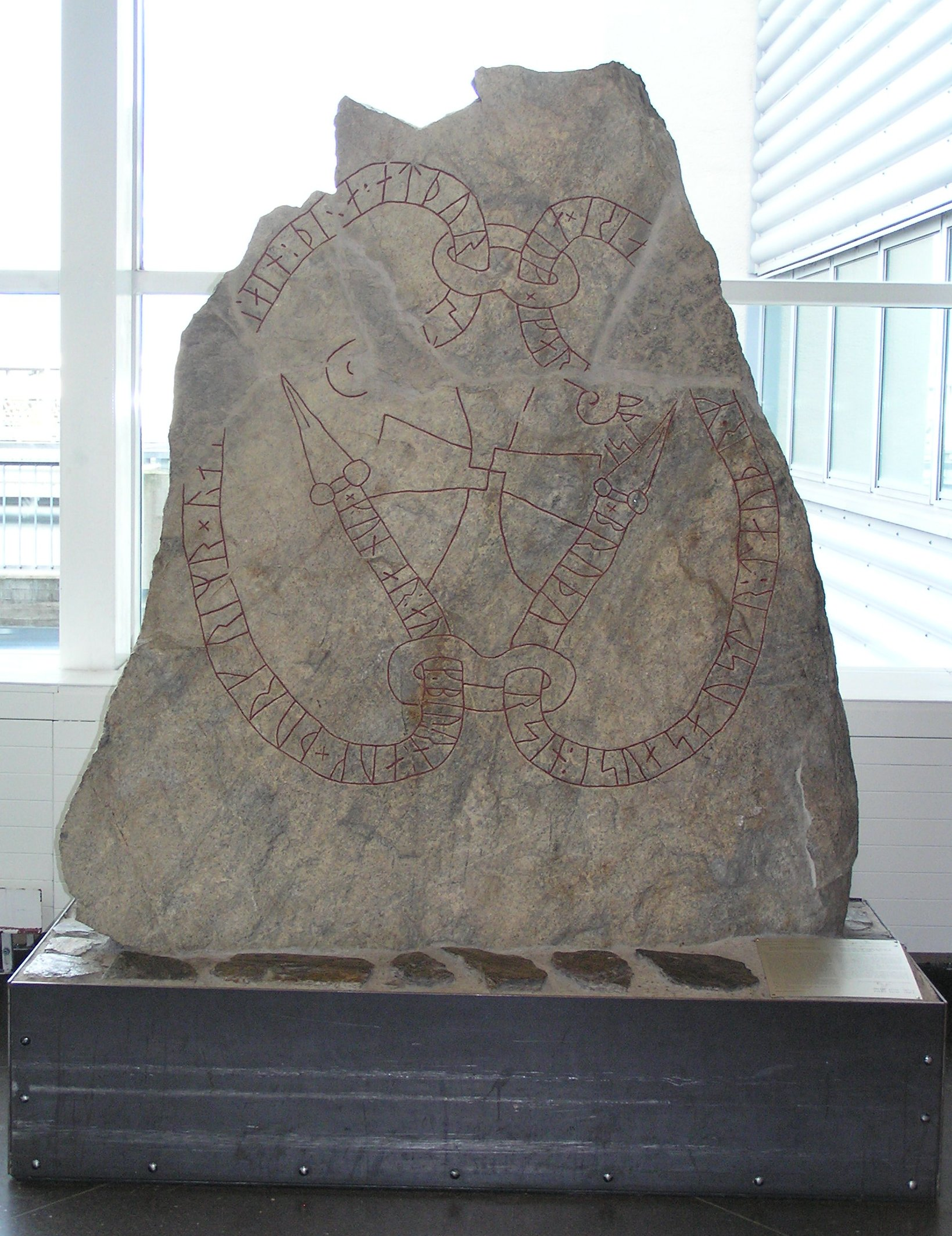
U FV 1992;157
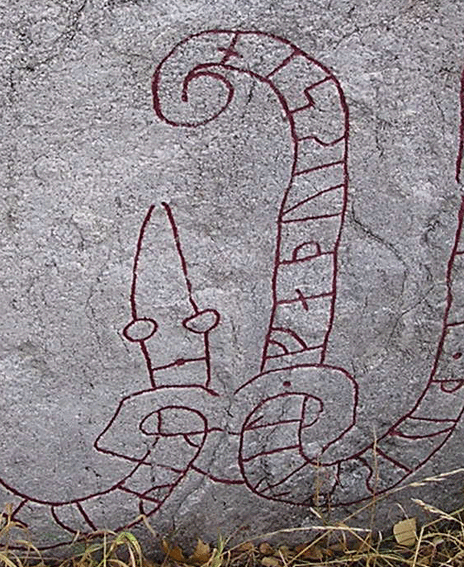
Sö 194

## Profilstil: Pr 1010-1130
I profilstilarna (Pr) har skriftbanden drakhuvuden sedda från sidan med högst ett öga synligt.

### Ringerikestil, äldre: Pr1 1010-1050
Denna stil tillkom parallellt med Fp tills båda avlöstes av Pr3.

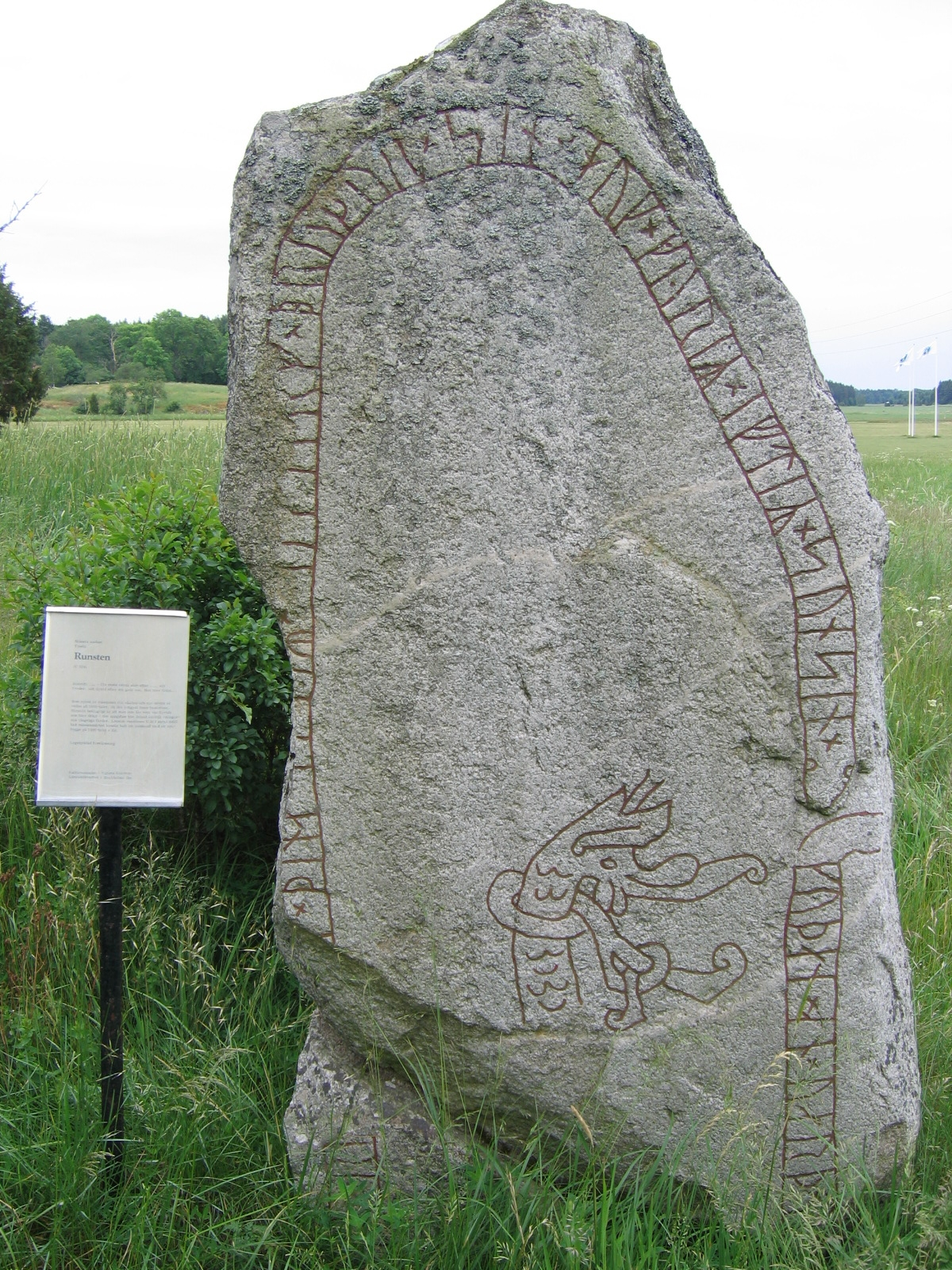
U 324
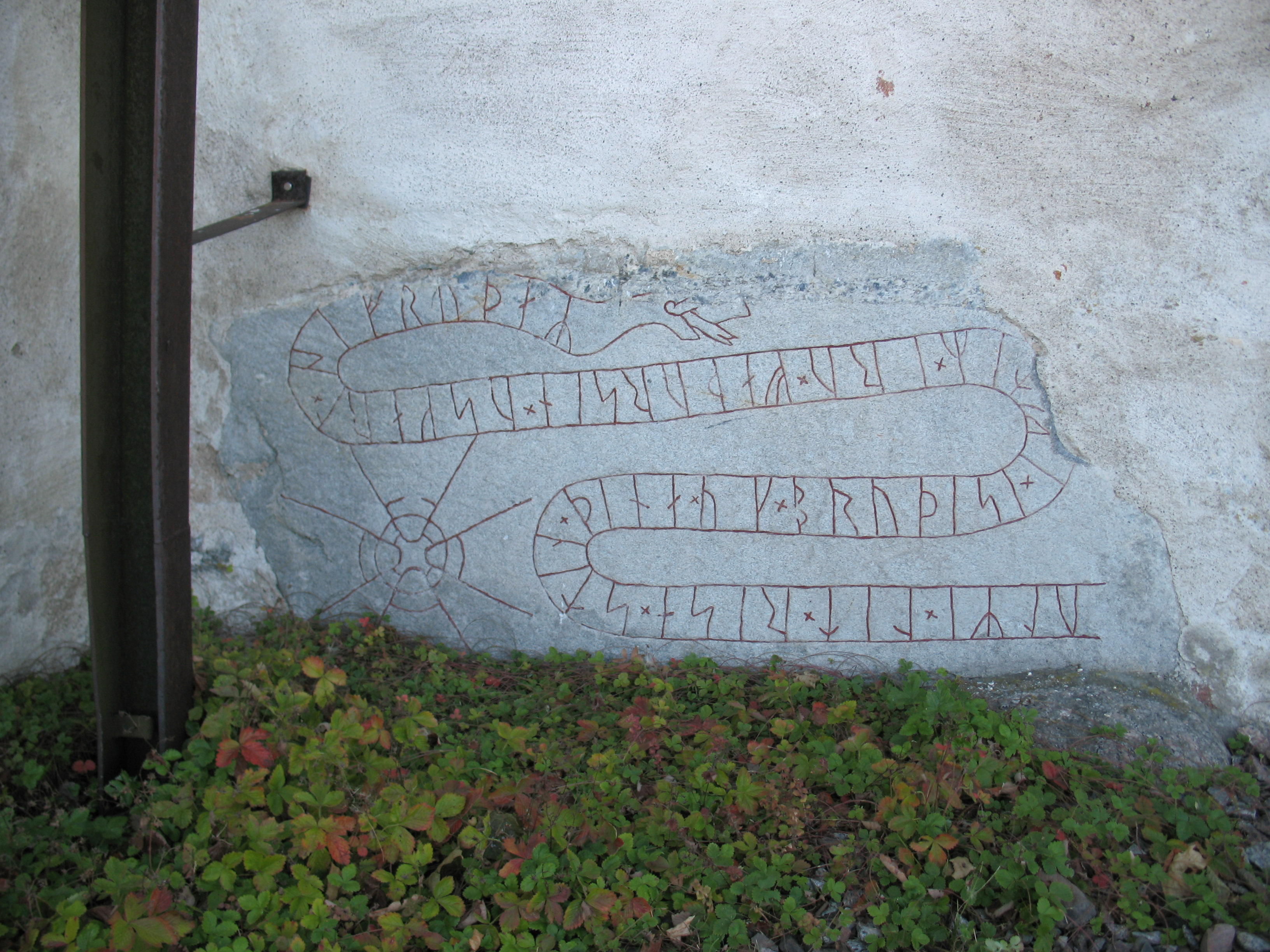
U 335
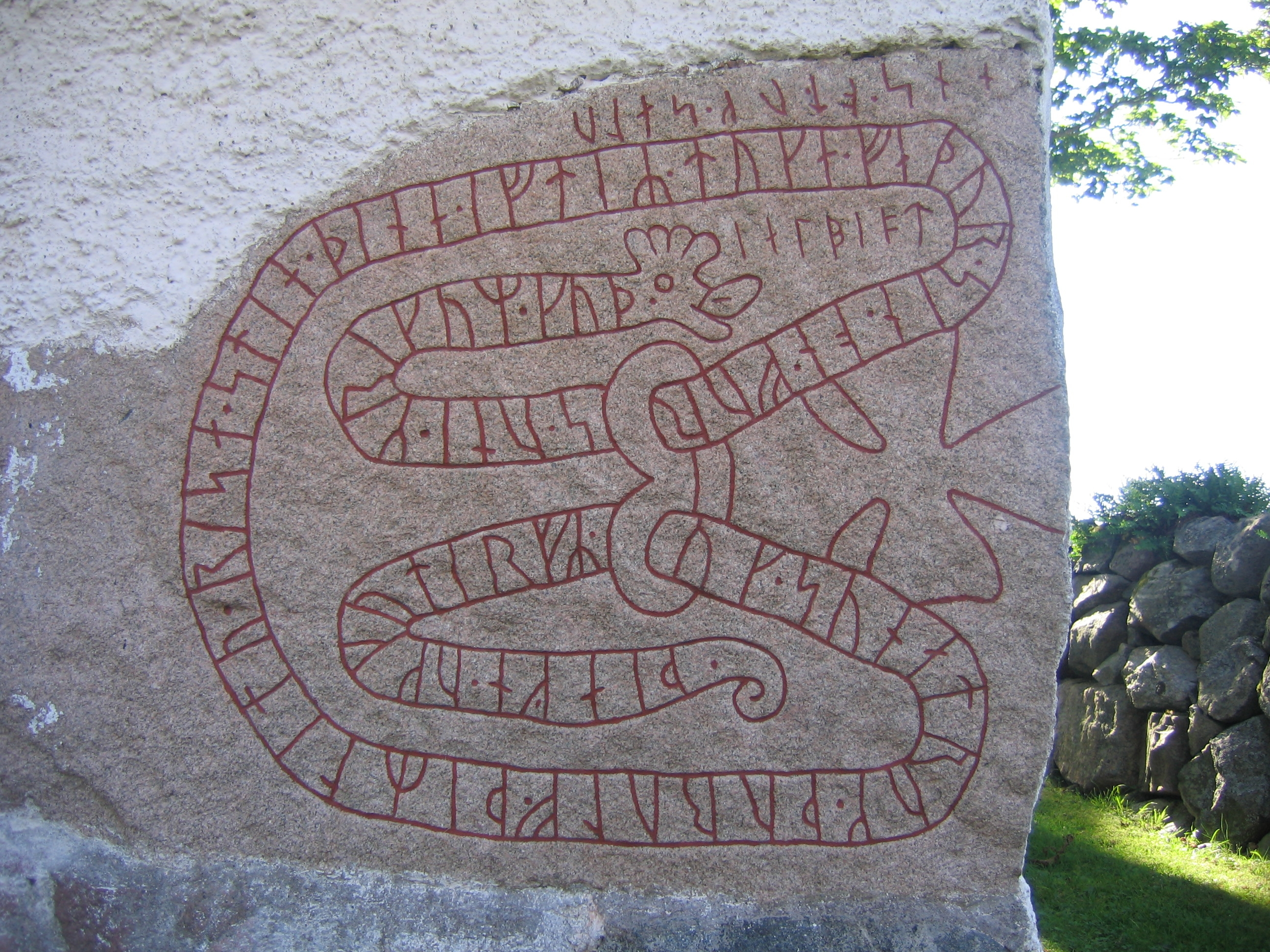
U 201
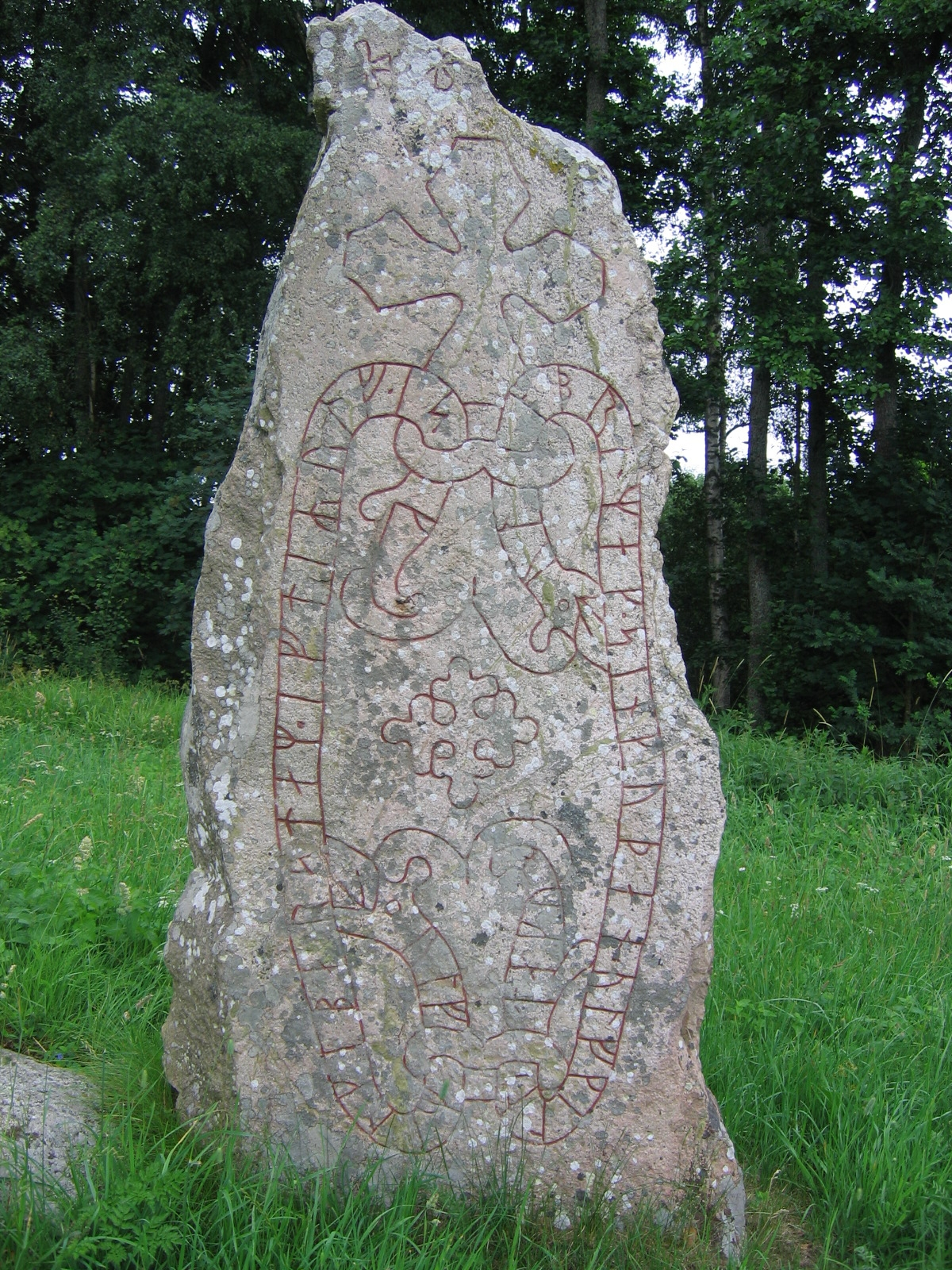
U 161

A-S. Gräslund definierar:
"Huvudet är normalt mycket trubbnosigt med tjock överläpp och mycket kraftig, tvärt avslutad nosflik. Runt öga. Öronen, i många fall två, är högt ansatta, rundade och upprättstående. Ofta bildas en 'krona' av öronen och en eller flera flikar med upprullade ändar. Munnen normalt öppen med ganska kort underläpp. Fötter förekommer inte. Svansen upprullad, ibland med en tumliknande flik ett stycke ner. Den kan också bestå av flera jämnlånga utskott med upprullade ändar."

### Ringerikestil, yngre: Pr2 1020-1050
Denna stil har bara en något senare kronologisk tyngdpunkt än Pr1 och avlöstes likaledes av Pr3.

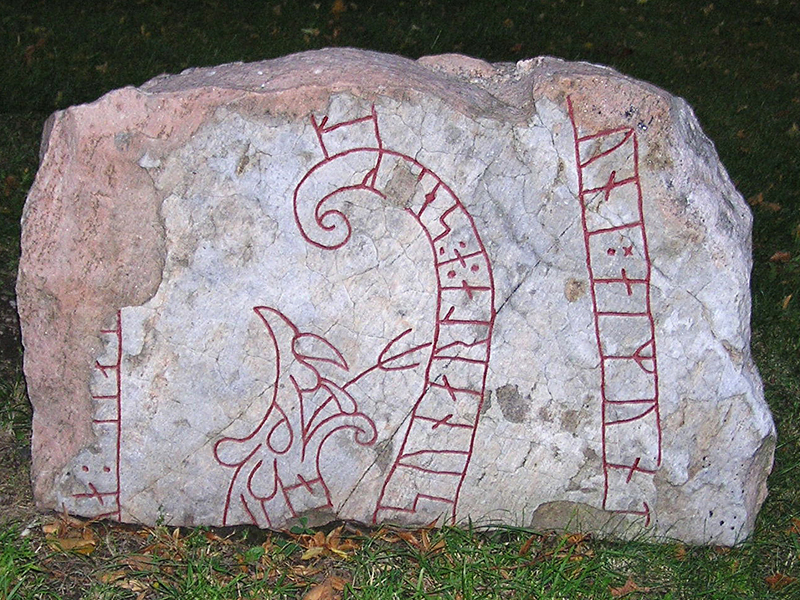
Sö 279
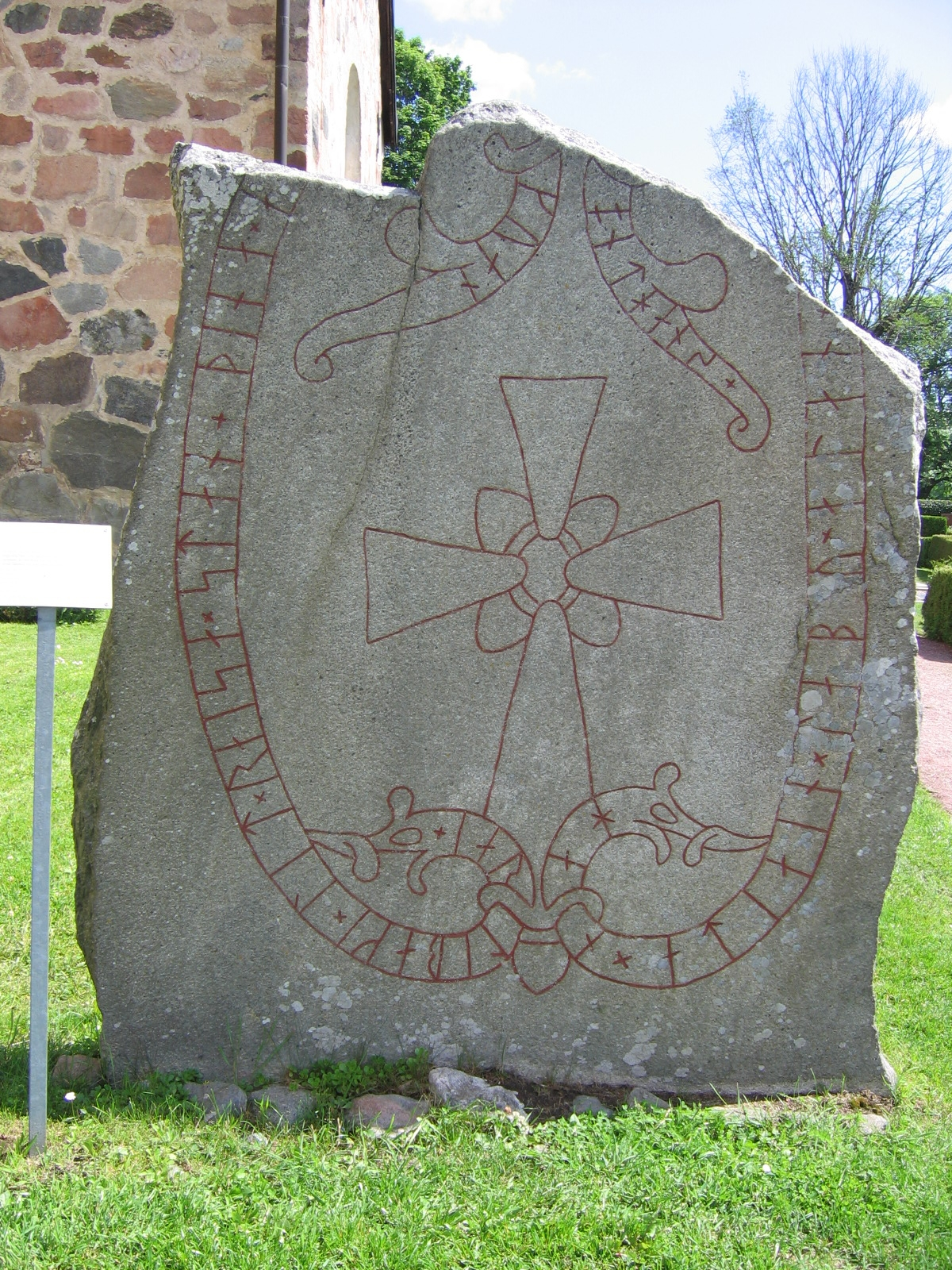
U 212
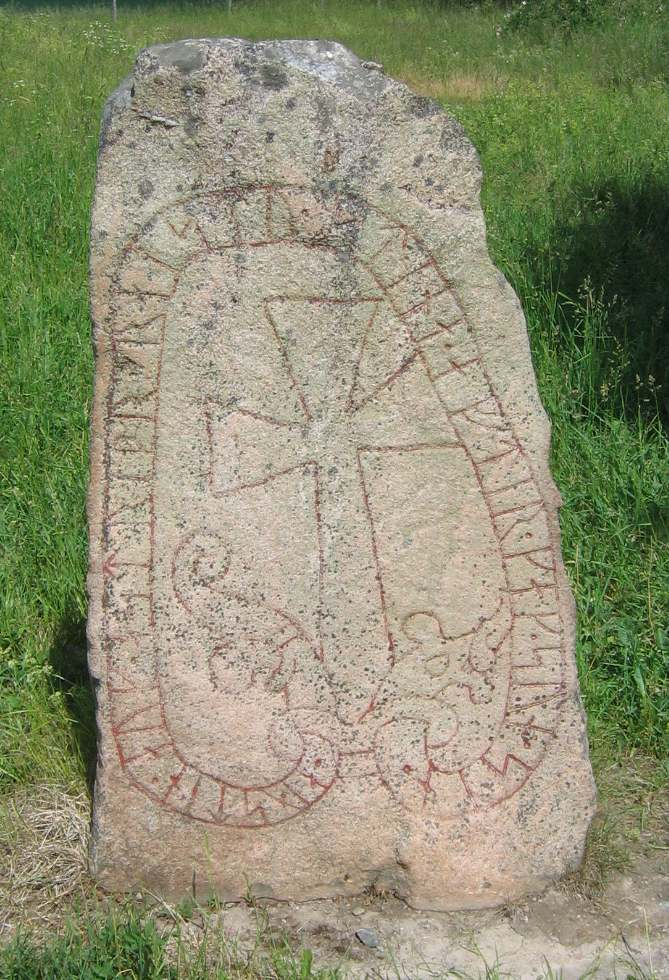
U 137
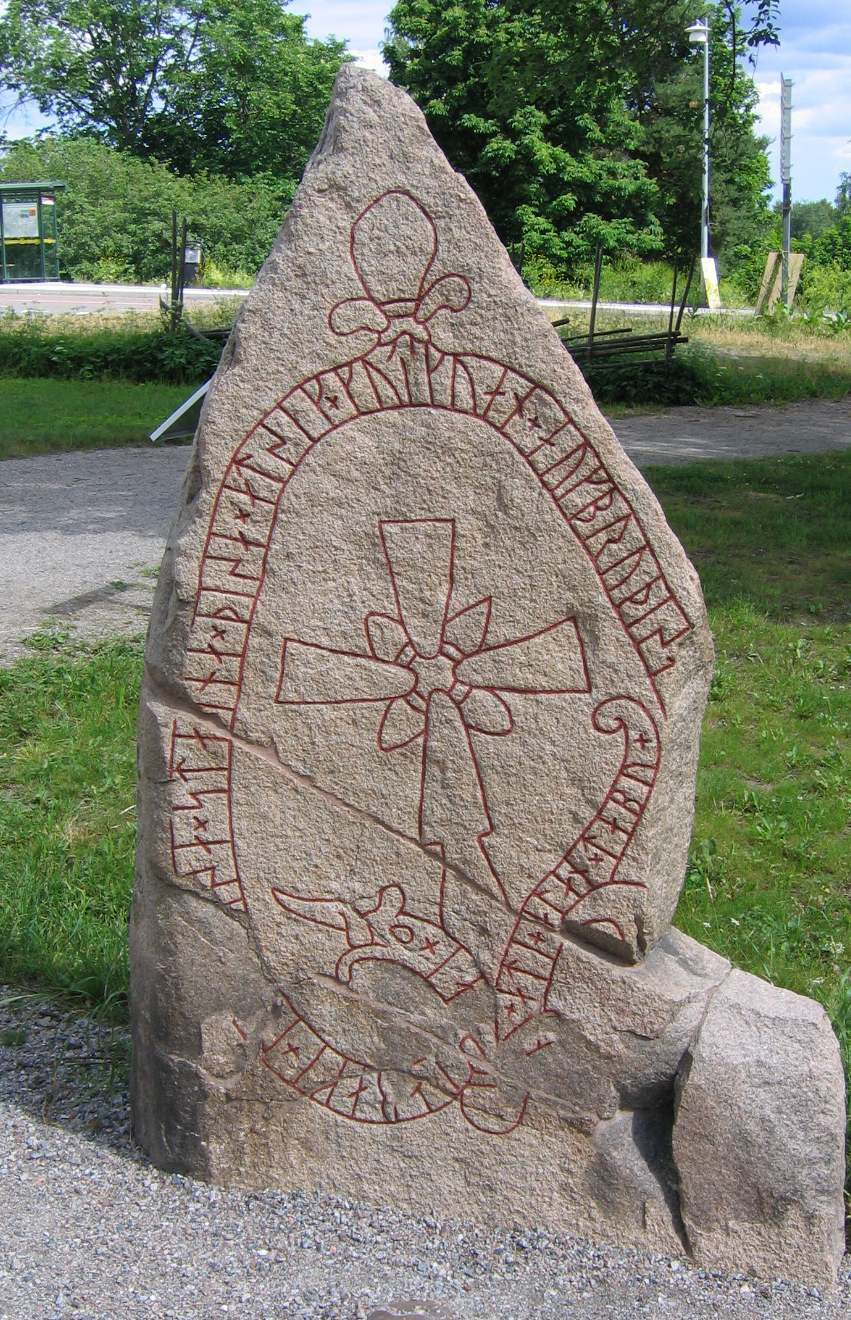
U 165

A-S. Gräslund definierar:
"Huvudet domineras av att linjen från öra till nosspets är konkav. Ögat runt eller droppformigt, ibland med en prick i. Örat är högt ansatt, upprättstående eller något framåtlutande. Munnen normalt öppen, någon gång försedd med gadd, med en kraftigt uppböjd överläpp och nosspets. Ofta finns en balans mellan den uppåtböjda linjen för öra respektive nos. Väl utformad nosflik. Markerad underläpp i en halvcirkelformad båge. Fötter förekommer i undantagsfall, då på korta ben lätt rundade. Svansen upprullad, gärna med förtjockning och ett tumliknande utskott ett stycke ner. Upprullningen och utskottet motsvarar ofta huvudets kontur."

### Urnesstil, äldre: Pr3 1050-1080
Denna stil avlöste FP, Pr1 och Pr2 och representerar ett viktigt skifte i den vikingatida konsthistorien.

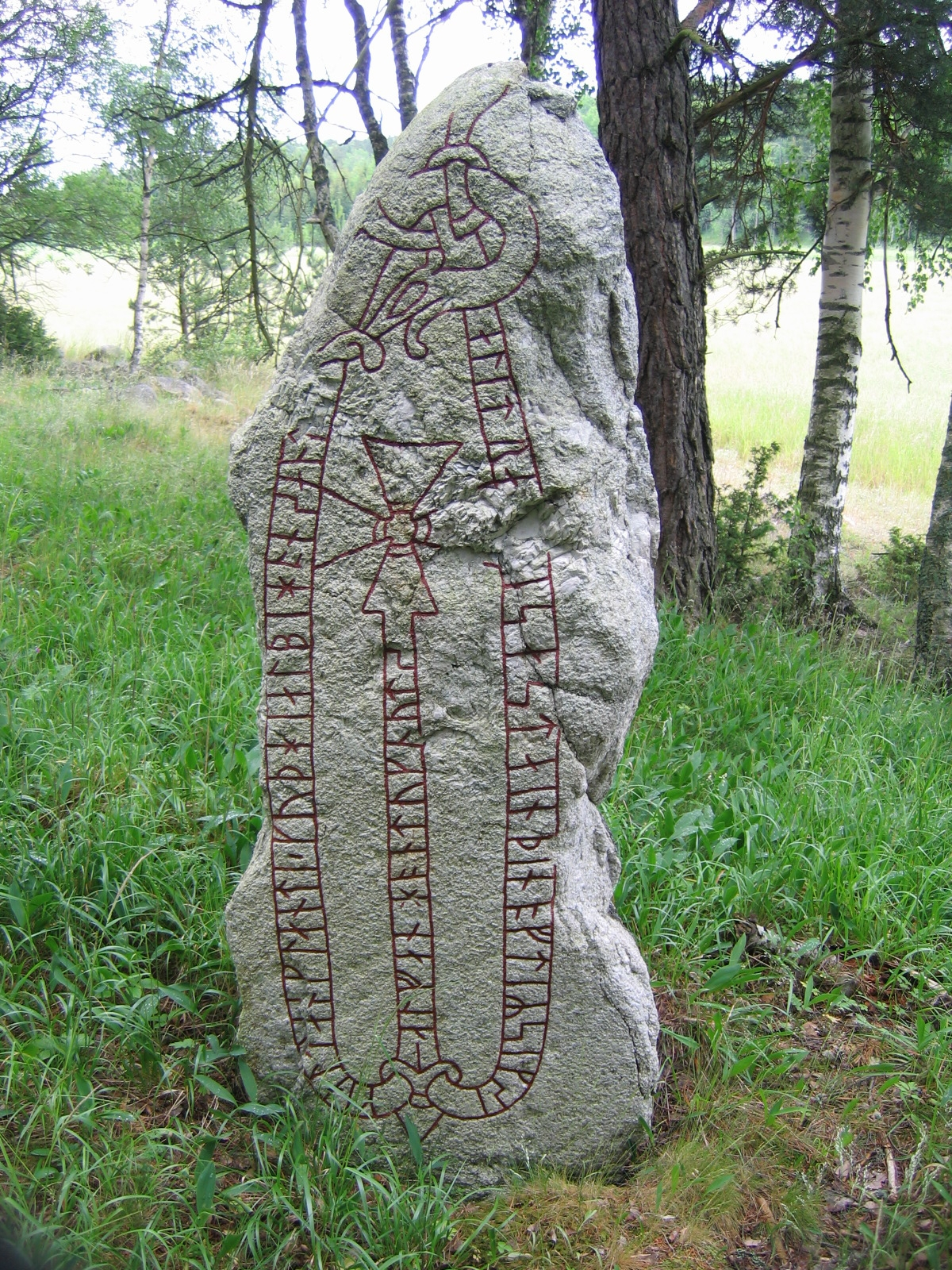
U 194
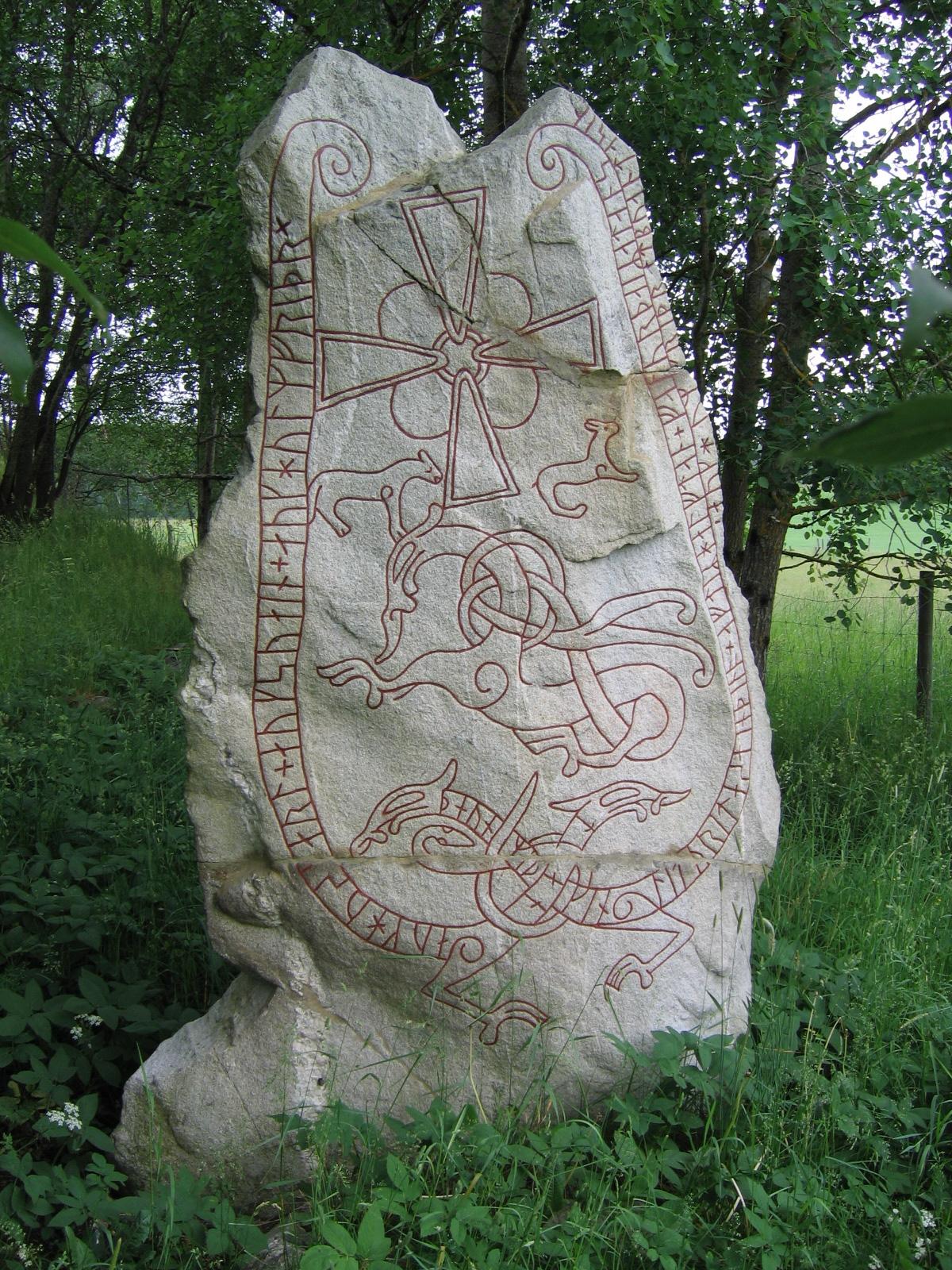
U 240
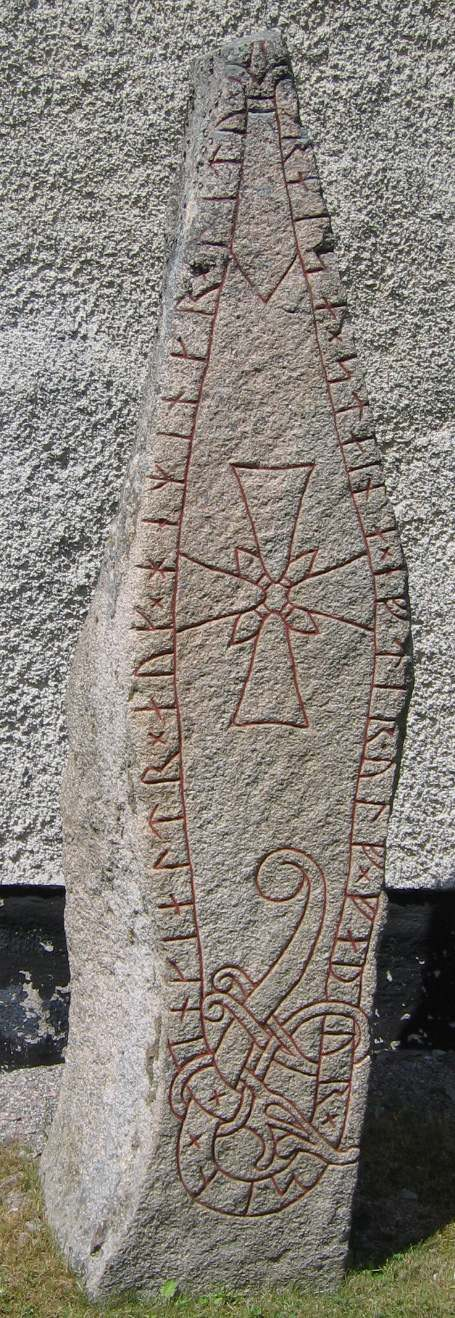
U 256
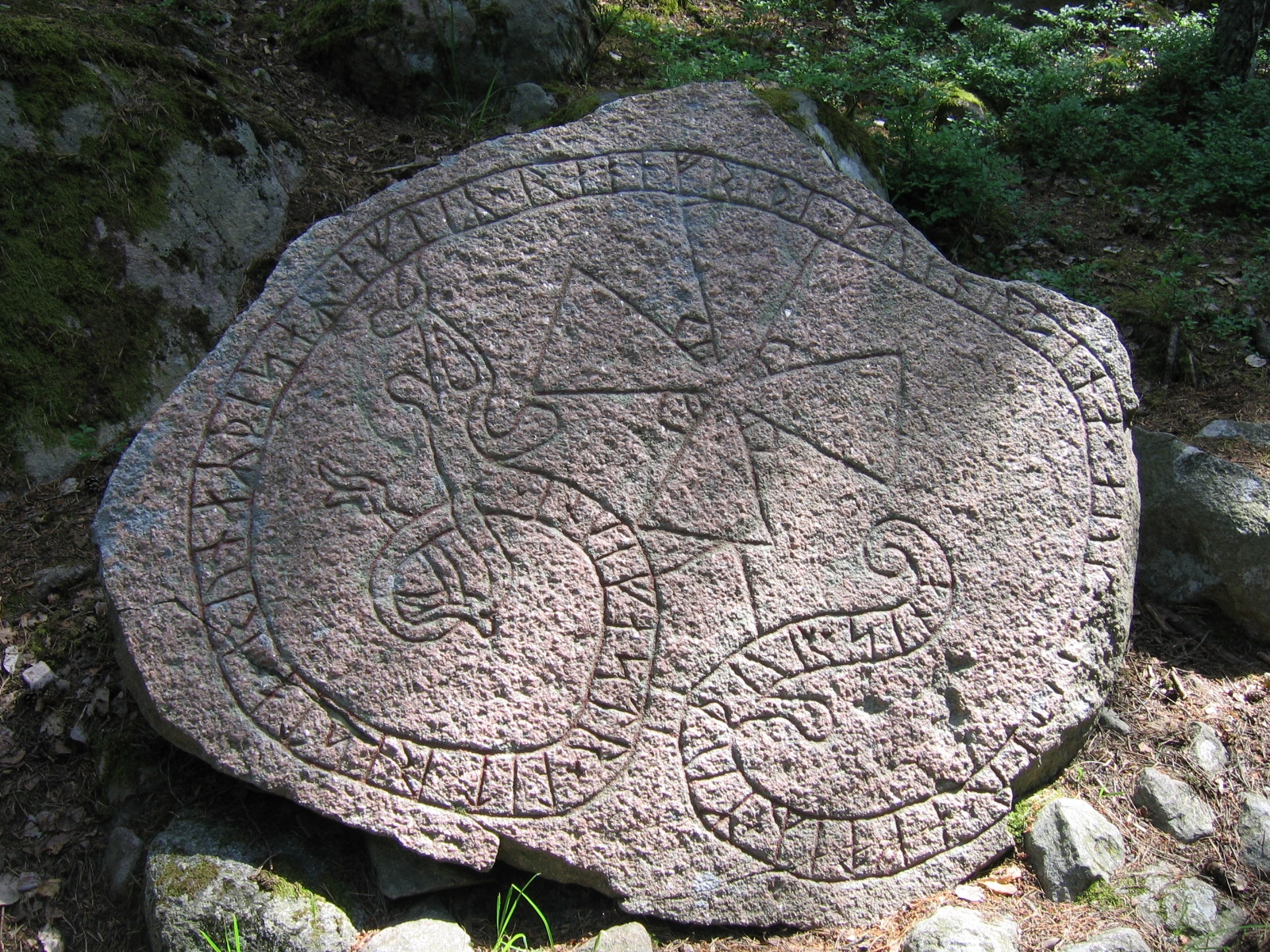
U 148

A-S. Gräslund definierar:
"Huvudet domineras av att linjen från öra till nosspets är konvex. Ögat mandelformigt, inte onormalt stort i förhållande till huvudet. Örat lågt ansatt, rundat, lätt bakåtlutande. Ibland förekommer en nacktofs förlängd tille n flik som slingrar sig mjukt runt halsen. Munnen oftast öppen, underläppen, som vanligen är mindre än i pr 2, lätt neråtböjd. Nosfliken beskriver en S-formig linje som börjar redan vid den lätt uppböjda nosspetsen. Även i Pr 3 finns ofta en balans mellan örats och nosens böjning. Huvudet ej avsatt i förhållande till halsen. Fötter förekommer ibland, oftast lätt rundade tvåtåiga på relativt korta ben. Svansen upprullad, gärna med förtjockning och ett tumliknande utskott ett stycke ner. Någon gång avslutas rundjuret istället av en fot."

### Urnesstil, mellersta: Pr4 1060/1070-1100

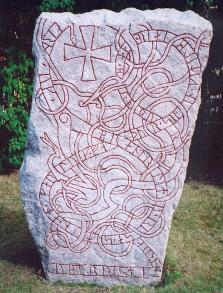
U Fv1976;107
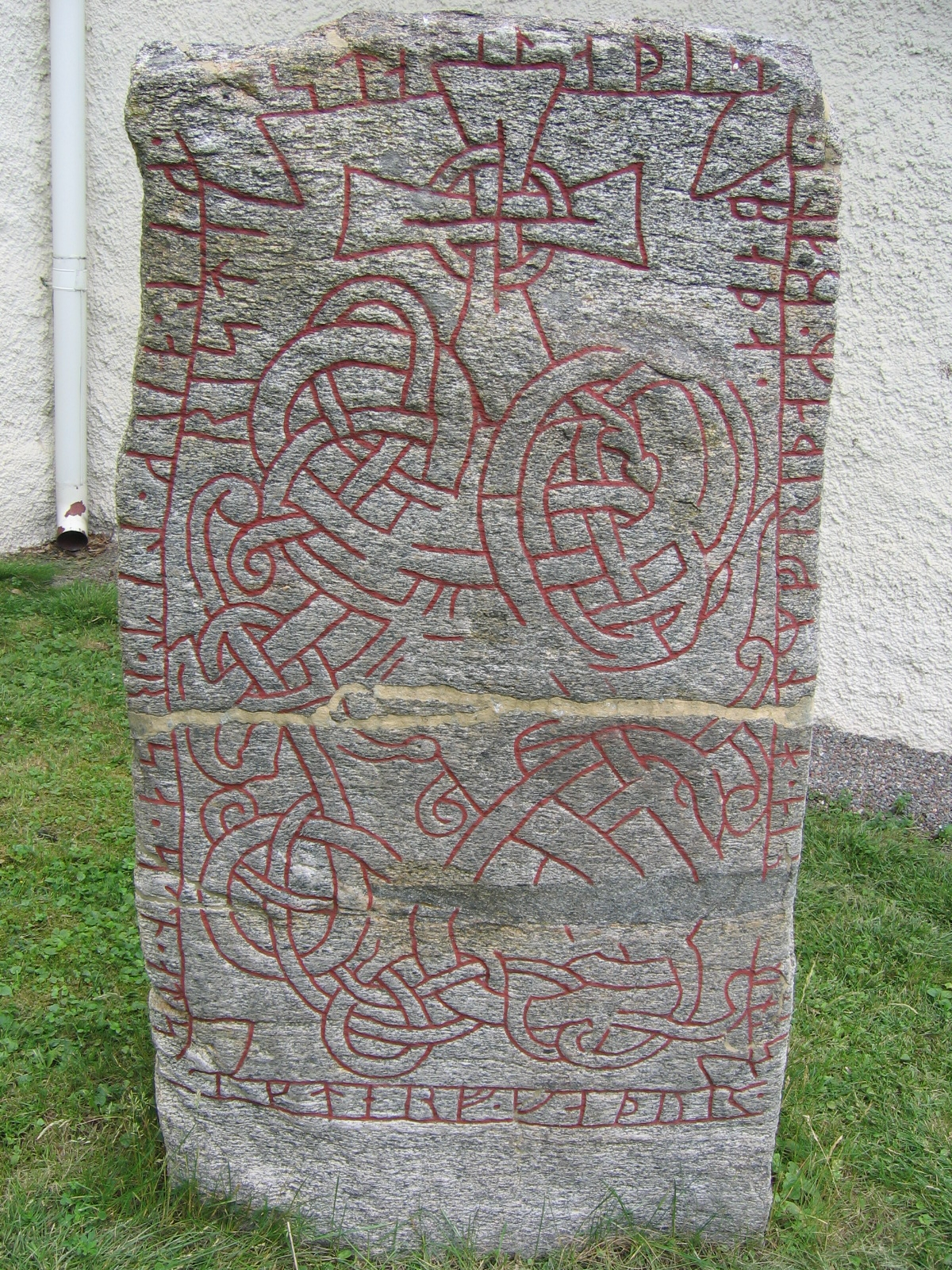
U 647
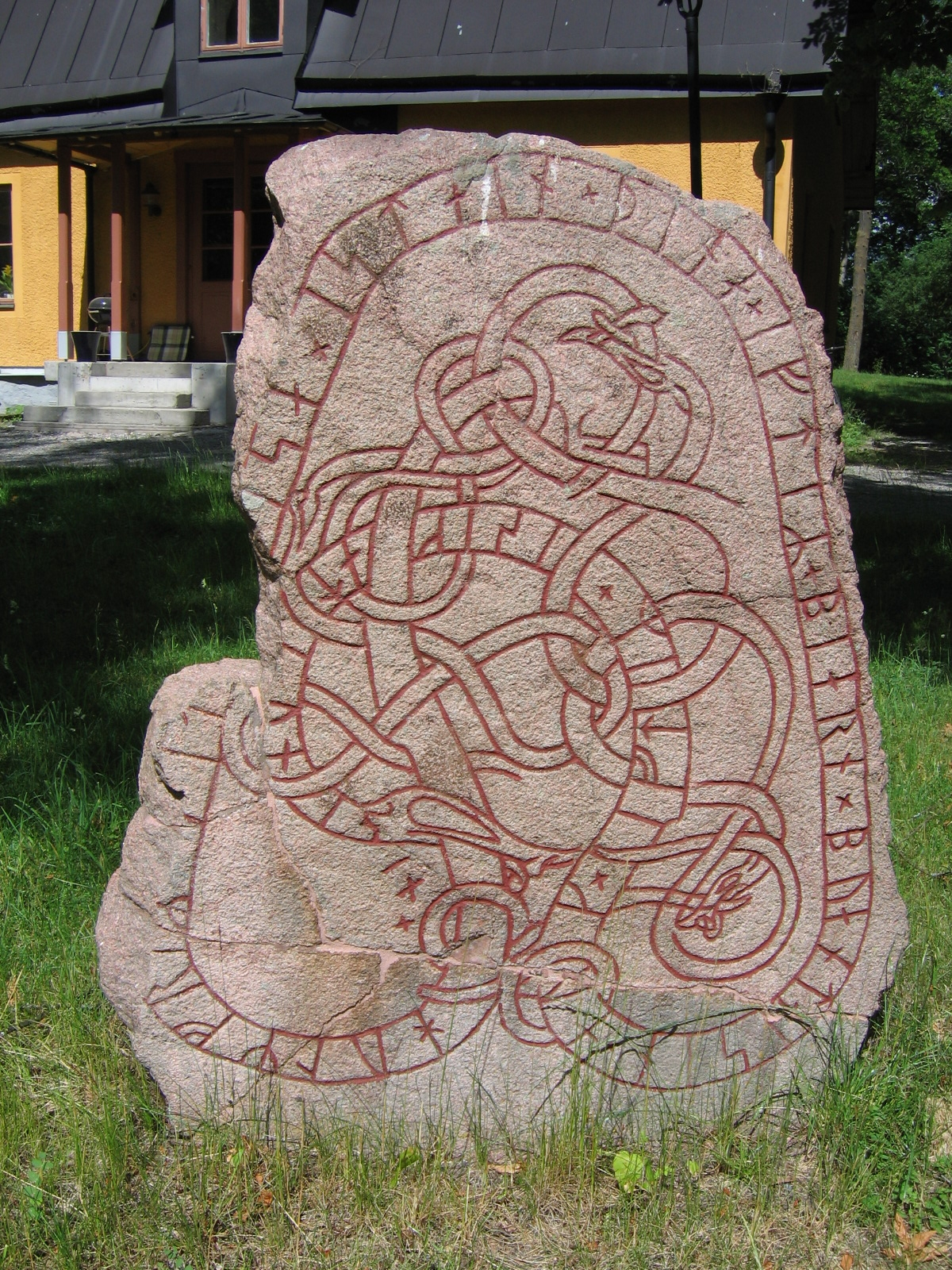
U 152
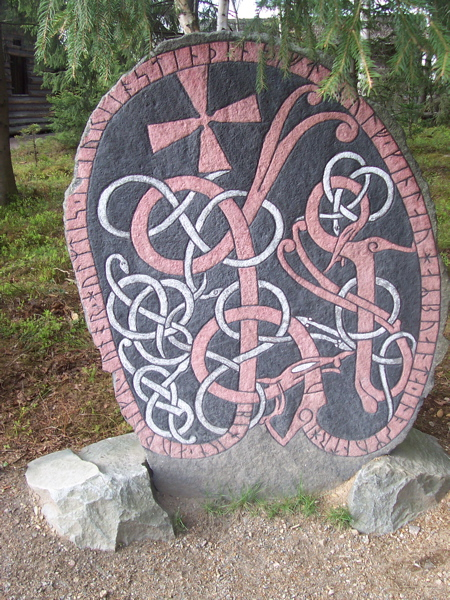
U 871

A-S. Gräslund definierar:
"Huvudet är utpräglat långsträckt, gärna mjukt böjt och avsatt i förhållande till halsen. Örat mycket lågt ansatt, bakåtstruket, ibland utformat som en svagt böjd spetsig flik. Nacktofs förekommer gärna, lång, smal, lagd i stora öglor, ibland utbyggda till åttaformer. Ögat är utdraget mandelformigt, mycket stort i förhållande till huvudet; det fyller nästan hela huvudytan och följer med i huvudets böjning. Parallellitet eftersträvas uppenbart mellan ögats och huvudets konturlinjer. Enstaka Pr 4-huvuden saknar dock öga. Nosspetsen är rak eller svagt upprullad, nosflik endast neråt. Munnen är vanligen sluten. Underläppen är kort och rak med lätt nerrullad ände som motsvarar nosfliken. Rundjuret avslutas antingen av en upprullad svans eller en fot. Den upprullade änden är inte symmetrisk utan består av en stor tjock rundel och en smal svans. Svansen har ofta en för Urnesstilen karakteristisk has. Svansen splittras gärna ett stycke nedanför upprullningen, så att en nedåtgående flik förlängs till en graciös slinga. Foten är normalt ganska stram, rakt tvåtåig med en oftast rundad sporre och avsatt från ett långt ben, gärna böjt i spetsig vinkel och försett med tydlig has. Avsättningen bildar en spiskroksfigur."

### Urnesstil, senare: Pr5 1080/1100-1130

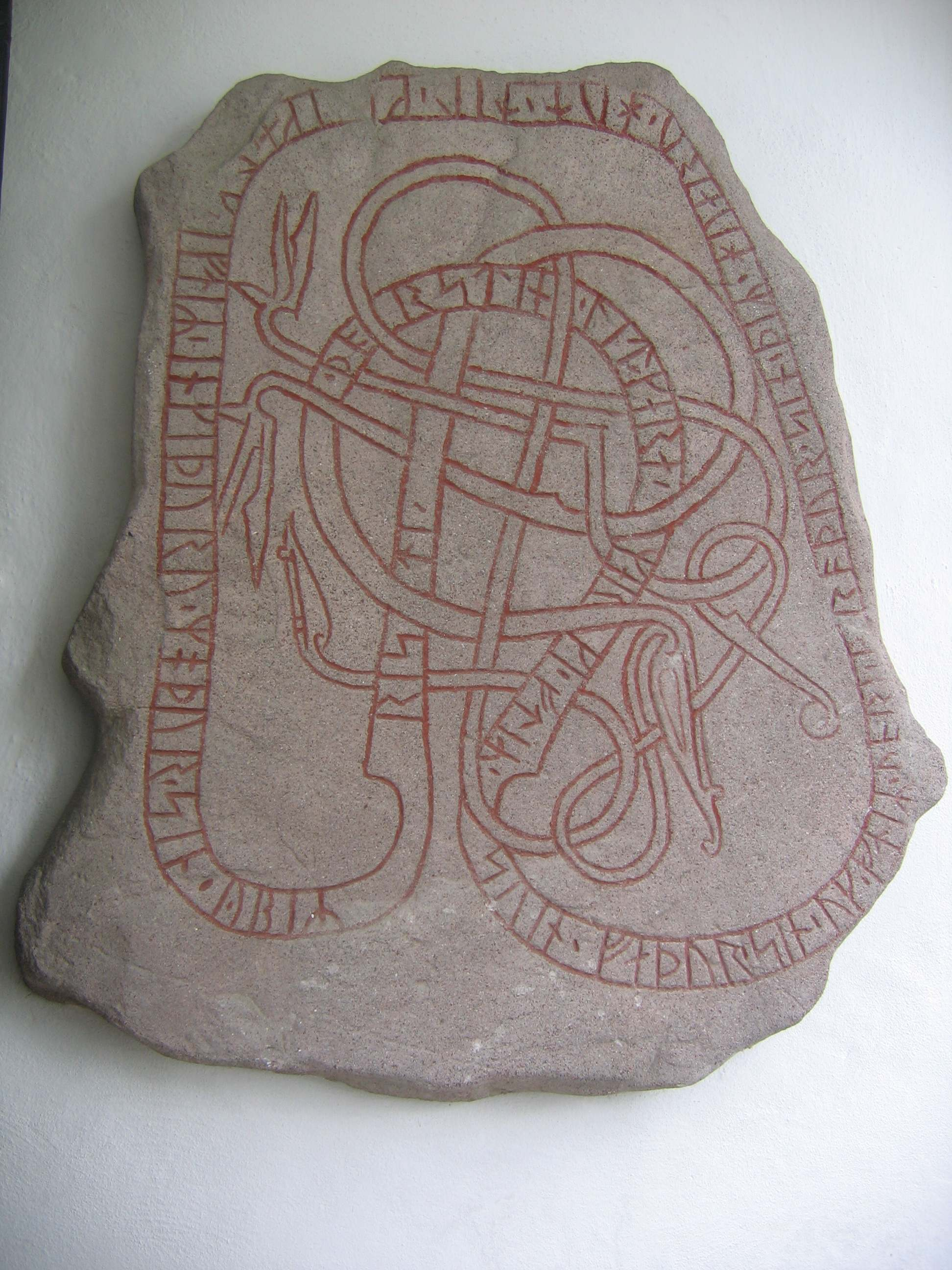
U 104
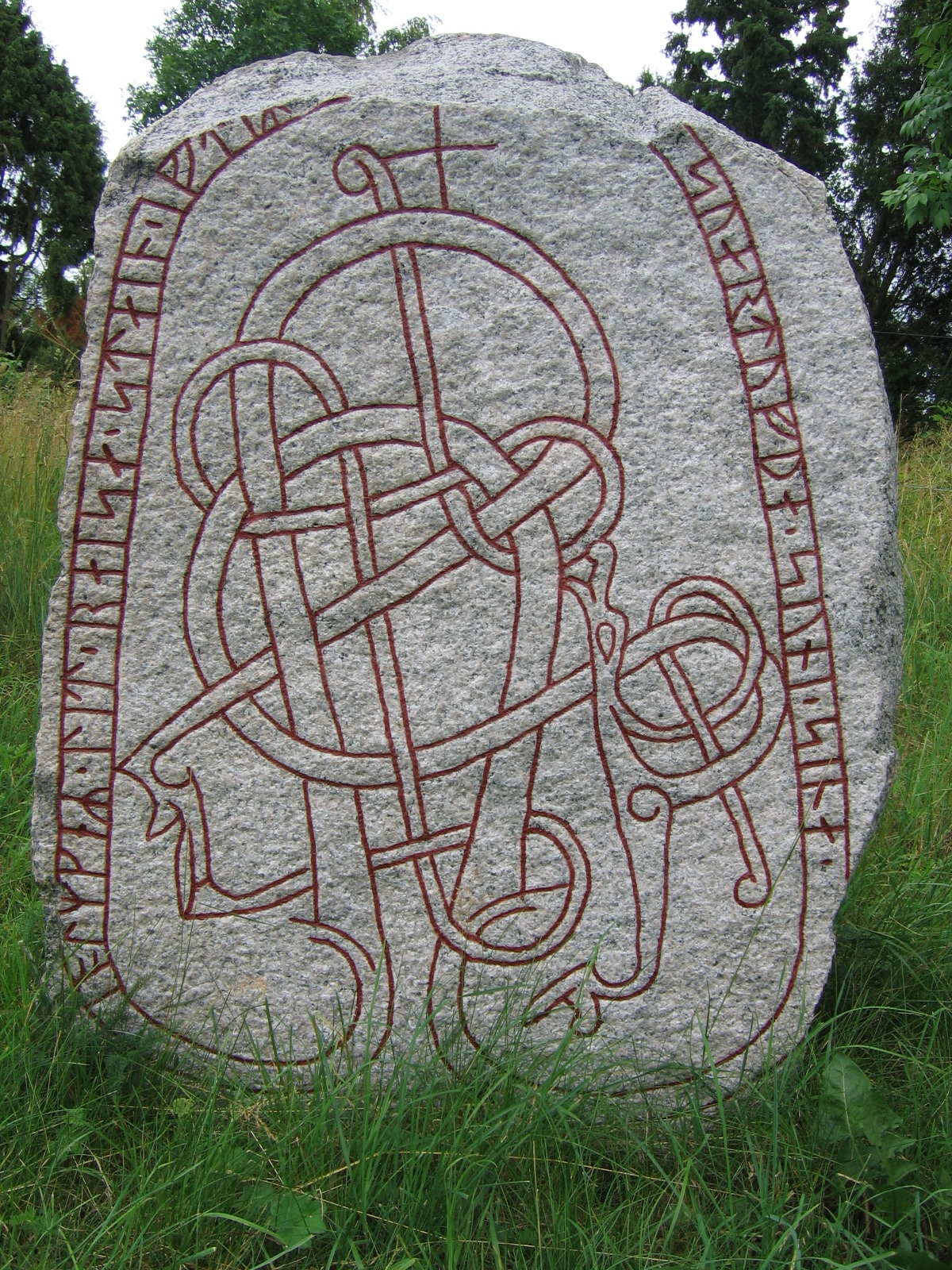
U 1014
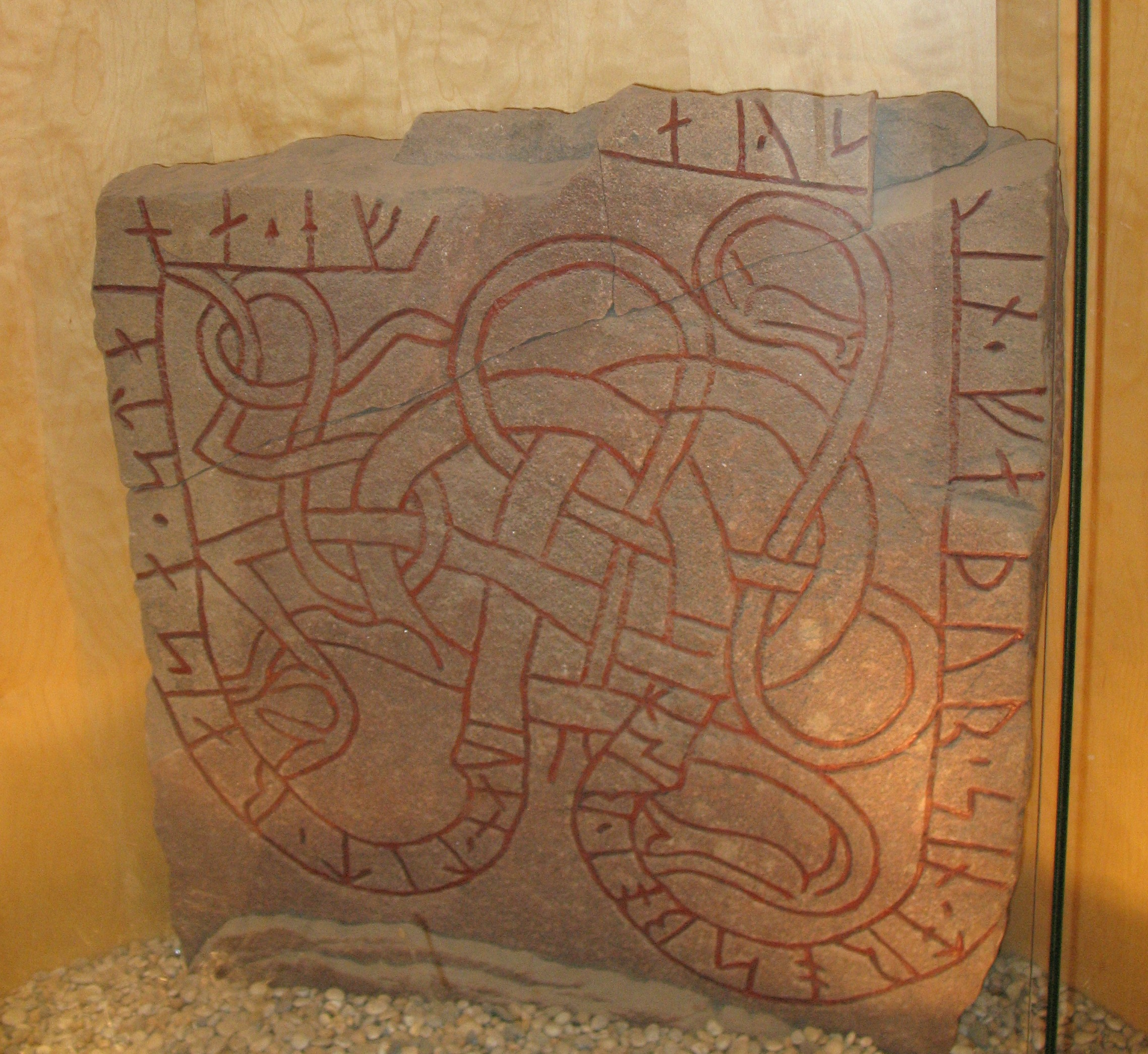
U 216
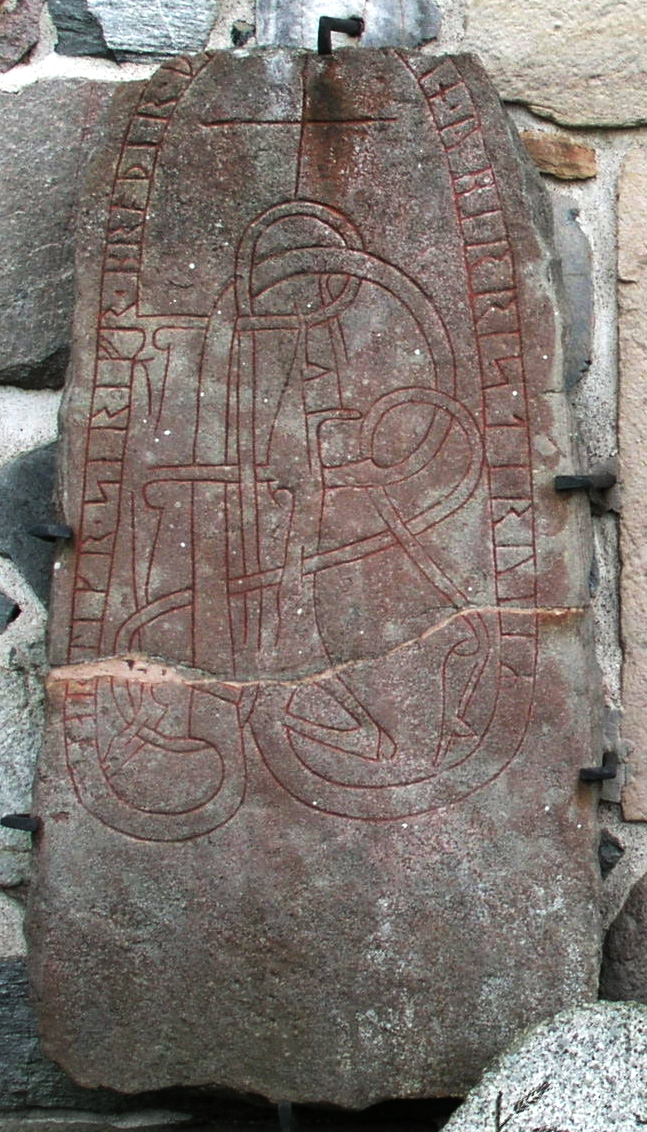
U 541

A-S. Gräslund definierar:
"Huvuden förekommer i två typer, ett triangulärt med klara rötter i Pr 4, Pr 3 och så vidare, och ett med rundad skalle och pannavsats av samma typ som förekommer i irländsk metallkonst från 1100-talets början. Det rundade huvudet har ett runt eller bakvänt mandelformigt öga, nedtill inrullad överläpp, gärna halvöppen mun med förtjockad underläpp. Öra saknas eller är bakåtlutande. Nacktofs kan förekomma. Det triangulära huvudet har en rak underlinje, rak stängd mun med en liten nosflik neråt. Huvudets överlinje är närmast vinkelböjd och har aningen uppböjd nosspets. Ögat kan vara smalt mandelformat men saknas vanligen. Örat är lågt ansatt, bakåtstruket, oftast endast antytt. Baktill avslutas huvudet av den karakteristiska spiskroksfiguren, som samtidigt bildar avslutningen mot halsen. Den återfinns också ofta vid avsättningen mellan det vanligen långa, knäförsedda benet och fotens översida. Foten är oftast rakt tvåtåig med spetsig sporre, som någon gång fortsätter i en öglelagd slinga. Rundjuret avslutas vanligen av en sådan fot."

## Korsbandssten: KB
KB står för korsbandssten. På en sådan runsten förenas skriftbandets båda ändslut med ett inom runbandet stående stavkors. Kategorin fanns ej med i Gräslunds system, utan har lagts till senare.

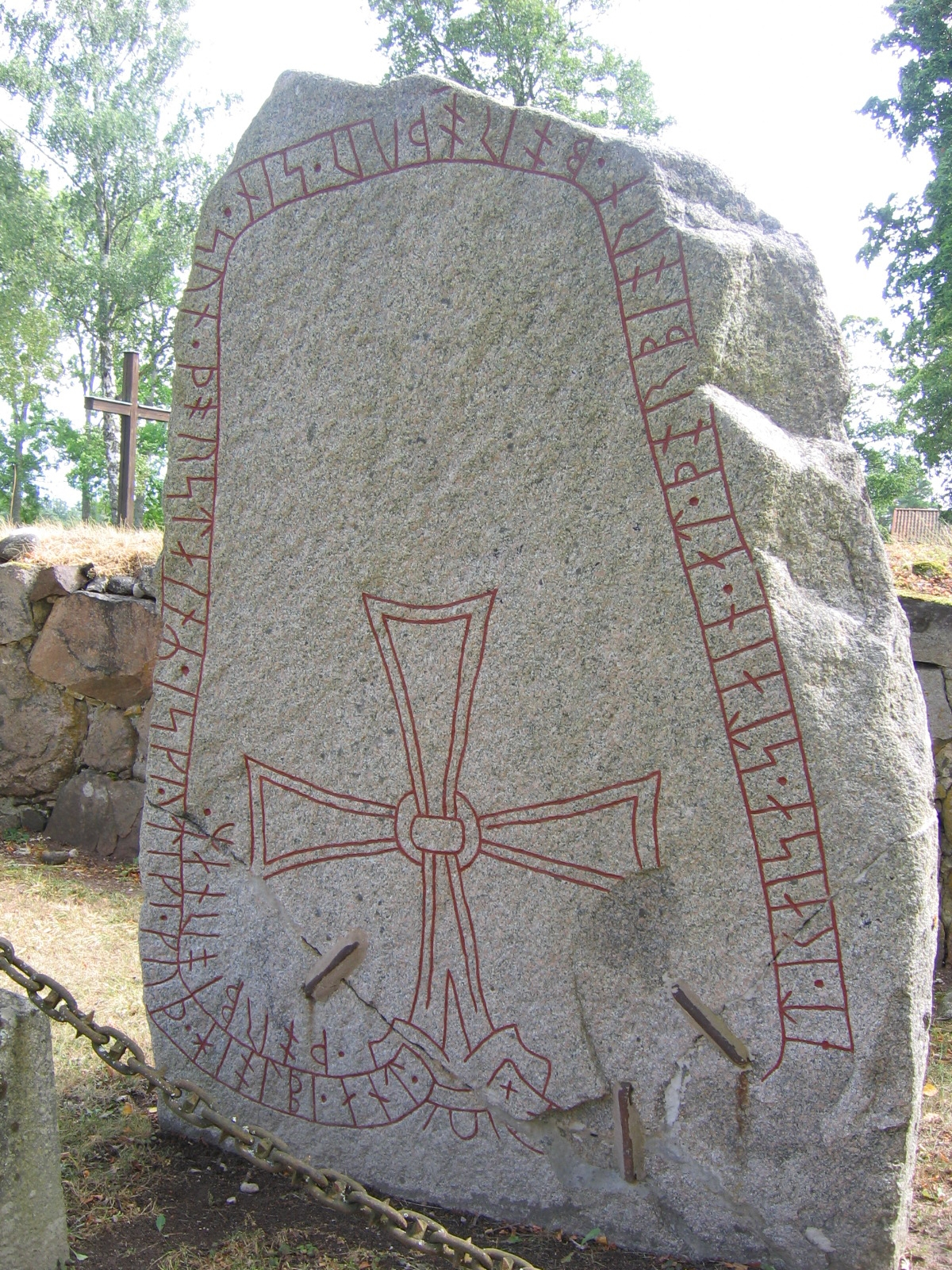
Sö 84
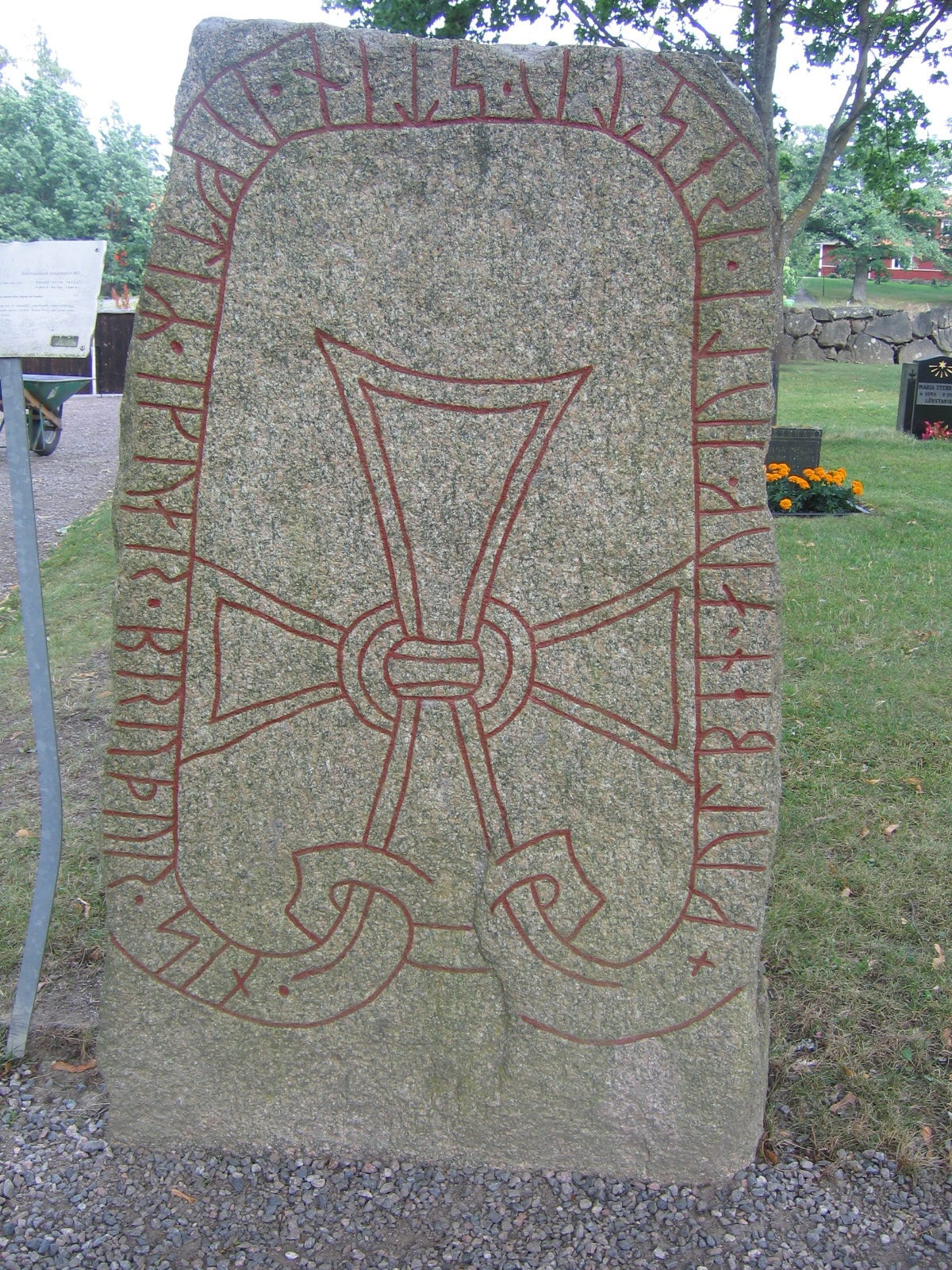
Sö 362
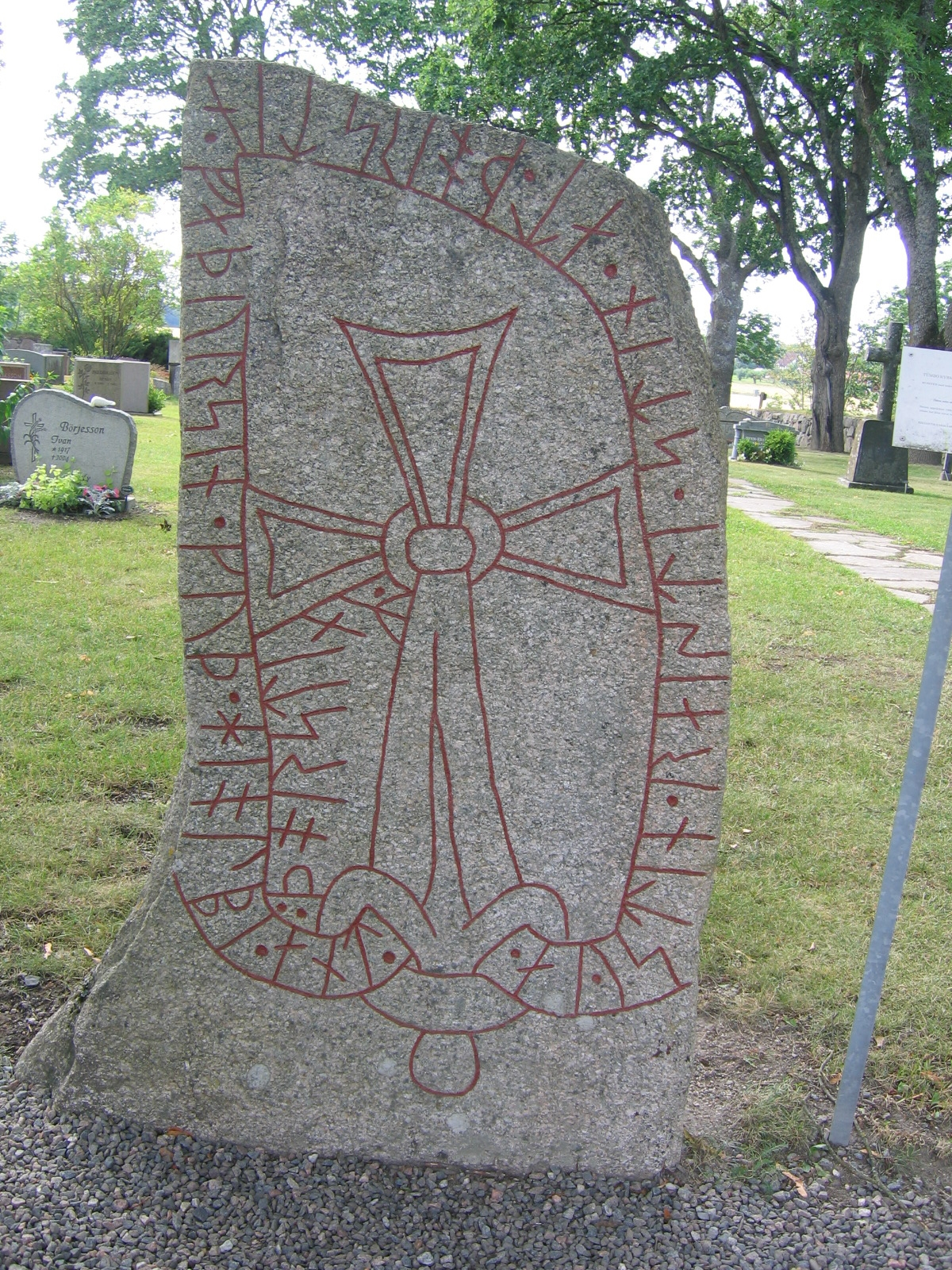
Sö 363
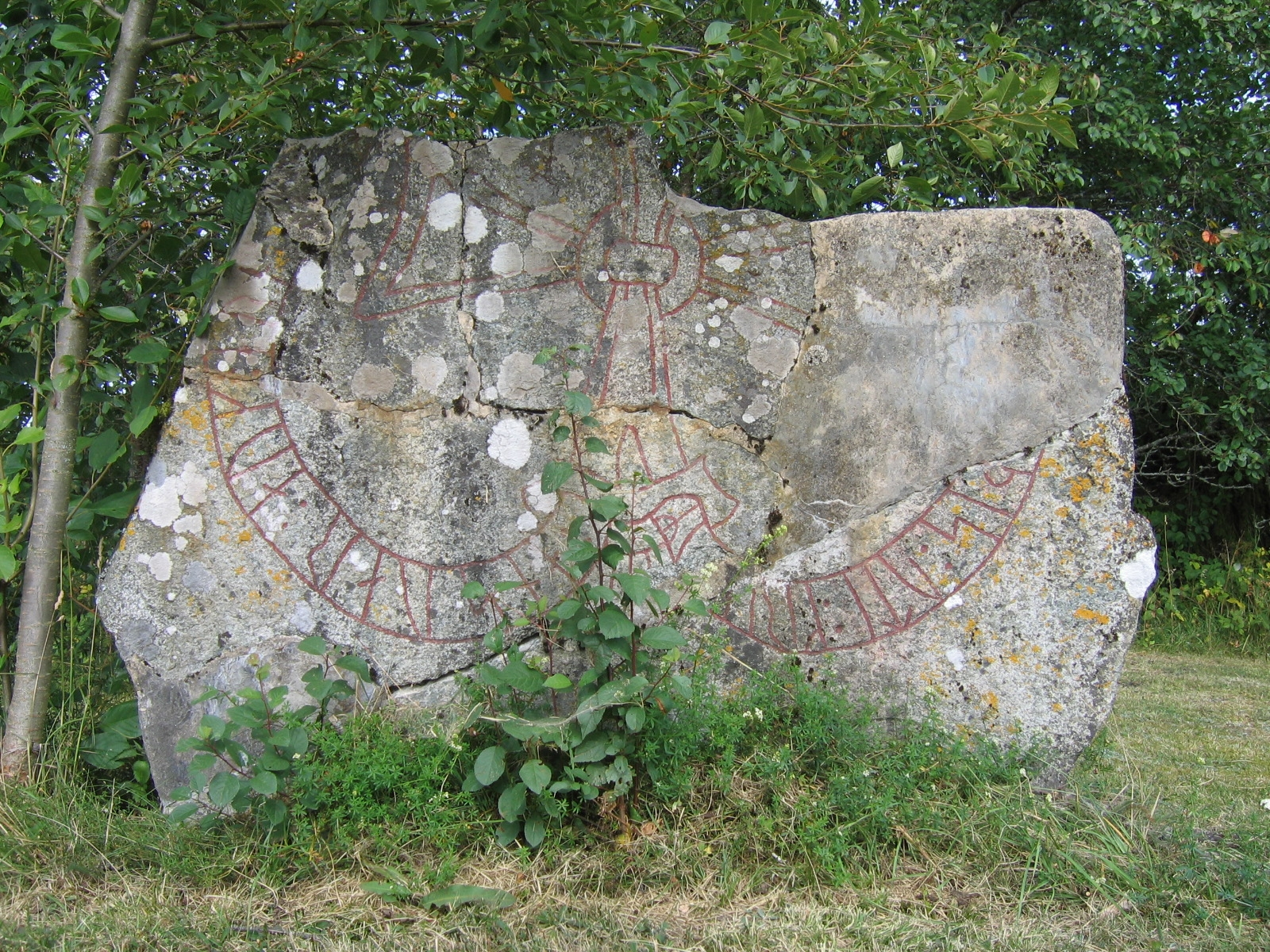
Sö 85
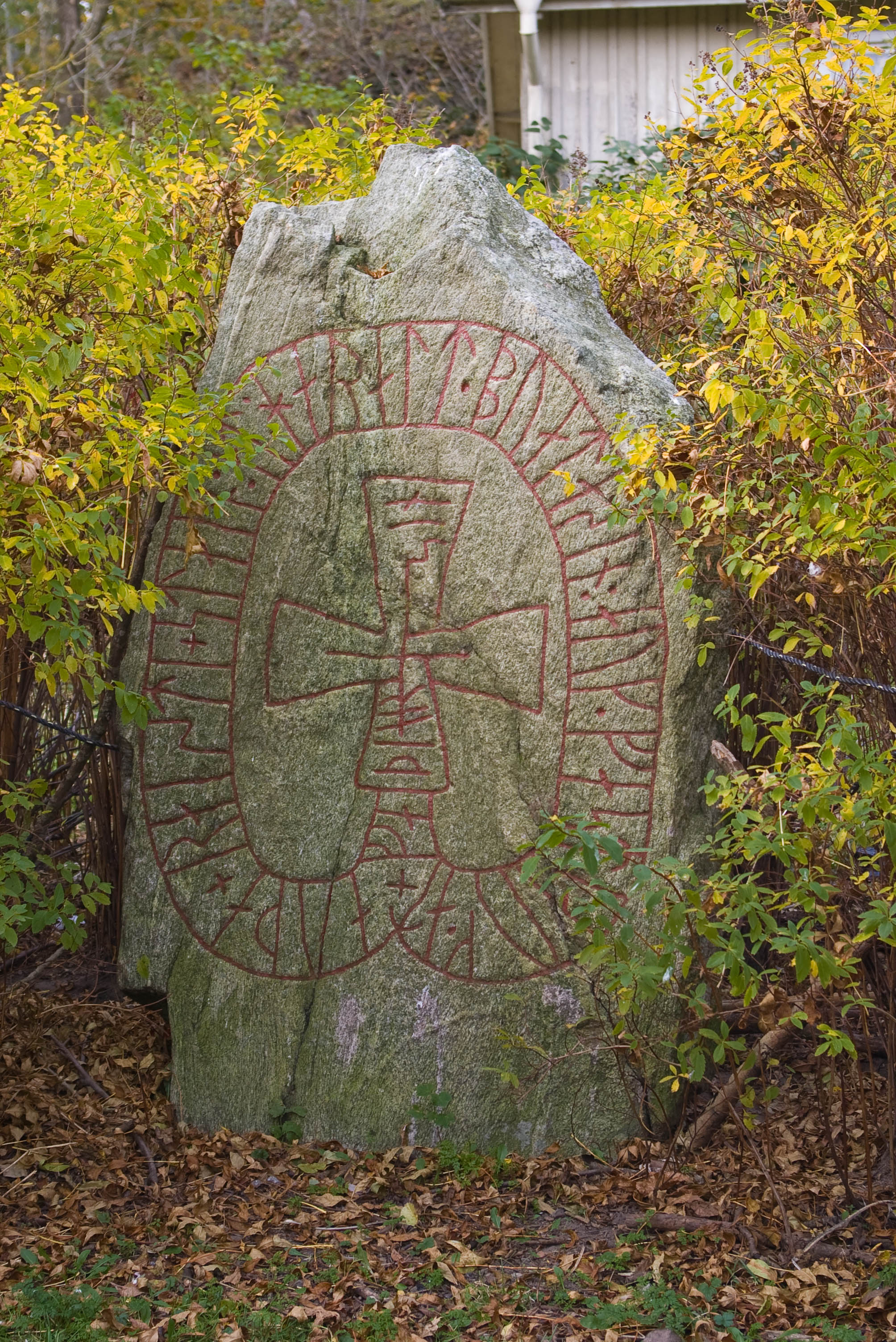
Sö 242